# Elecciones estatales de Oaxaca de 2018
Las elecciones estatales de Oaxaca se realizaron el domingo 1 de julio de 2018, simultáneamente con las elecciones federales, y en ellas se renovaron los siguientes cargos de elección popular:
- 42 diputados del Congreso del Estado. 25 electos por mayoría relativa y 17 designados mediante representación proporcional para integrar la LXIV Legislatura.
- 153 ayuntamientos. Compuestos por un presidente municipal y regidores. Electos por un periodo de tres años, reelegibles para el periodo siguiente.

## Resultados electorales

### Congreso del Estado de Oaxaca
|  | 40.11 % |

|  | 18.76 % |

|  | 7.58 % |

|  | 6.87 % |

|  | 5.71 % |

|  | 3.72 % |

|  | 3.03 % |

|  | 2.97 % |

|  | 2.11 % |

|  | 1.91 % |

|  | 1.42 % |

|  | 1.07 % |

|  | 4.75 % |

|  | 100 % |

## Ayuntamientos
|  | 28.75 % |

|  | 21.06 % |

|  | 10.14 % |

|  | 7.99 % |

|  | 6.62 % |

|  | 3.99 % |

|  | 3.97 % |

|  | 3.47 % |

|  | 2.79 % |

|  | 2.45 % |

|  | 2.41 % |

|  | 1.52 % |

|  | 1.01 % |

|  | 96.21 % |

|  | 3.79 % |